# Ringeldorf
Ringeldorf – miejscowość i dawna gmina we Francji, w regionie Grand Est, w departamencie Dolny Ren. W 2016 roku populacja ówczesnej gminy wynosiła 135 mieszkańców. 
Dnia 1 stycznia 2019 roku ówczesną gminę Ringeldorf włączono do Val-de-Moder. Siedzibą gminy została miejscowość Pfaffenhoffen. 